# Nívar
Nívar település Spanyolországban, Granada tartományban. Nívar Alfacar, Güevéjar, Cogollos Vega és Huétor Santillán községekkel határos. Lakosainak száma 1069 fő (2024).

## Népesség
A település népessége az elmúlt években az alábbi módon változott:
| Lakosok száma | 666  | 662  | 668  | 868  | 923  | 920  | 930  | 994  | 1094 | 1069 |
|               | 2001 | 2004 | 2006 | 2009 | 2011 | 2014 | 2016 | 2019 | 2021 | 2024 |